# 廷懋
廷懋（1913年10月—2004年12月8日），蒙古族，辽宁沈阳人，原名廷荣懋。中国人民解放军开国少将。

## 生平

### 學生時期
廷懋生于沈阳市。父亲为张作霖政府的县长。13岁丧父。
1928年皇姑屯事件，日本关东军炸死了张作霖，促使在沈阳读初中一年级的廷懋开始产生了初步的爱国思想，并于此时转学入私立冯庸大学附属中学读初中，在校寄宿，养成生活自理的习惯，学校重视军训和体育，身体也强壮起来。1929年东北易帜，学校里增设了国民党党义课，在学校讲三民主义的是国家主义派的老师，他骂孙中山更骂共产党，並传播墨索里尼的法西斯主义。这促使廷懋想进一步了解什么是共产主义，借来一本《社会主义、无政府主义和共产主义》自学，这本书浅近、公正地介绍了这几种学说。1929年秋，发生中东路事件，冯庸给学生都发了枪，要全校师生北上，号称“歼俄义勇军”。路经哈尔滨时，有人对师生讲演，有一句话提醒了廷懋，那个人说：“我们的敌人不是苏联，而是日本！”1931年，刚上高中不到半个月，就发生了“九一八事变”。冯庸在北平打出“抗日义勇军”的旗号，领着学生包含廷懋去南京请愿。蒋介石在接见平津学生时，讲不出什么道理，而冯庸站在蒋介石的身旁一言不发。从此以后，廷懋既不相信蒋介石，也不相信冯庸。
从1932年春到1933年夏，在北平的1年零3个月里，廷懋补习了高中课程，还看了几本社会科学方面的书籍。1933年夏，考入了青岛的山东大学物理系。那时山大物理系，极有朝气，系主任王恒守非常能干，以个人的热诚吸住了清华大学毕业后赴柏林大学深造並获博士的王淦昌教授（后来是中国的“两弹”元勳），又抢到刚刚回国的哈佛大学物理和无线电专任讲师任之恭教授。男生宿舍是8人一大间，同屋有何炳棣（著名旅美历史学家）、郭学钧（改名林钧军，1980年代初任北京图书馆副馆长）等。“文革”结束后王淦昌、廷懋师生曾在天安门重逢，共同回忆起当年在山东大学的岁月，感慨万千：王淦昌先生说那时候我没听你们的话，要不然从那时候起我就是红色科学家了；廷懋说那时候我没听您的话，要不然我现在也是科技工作者了。
1935年一二九学生运动时，廷懋是大三学生。山东大学组成学生救国会，廷懋积极参加救亡运动，增长了不少见识。不久，有一位同学拿来共产党的《八一宣言》。学生救国会把这个宣言贴出去，到青岛第三码头宣传抗日，被当局拘捕但无人审讯，由山东大学校长赵太侔接回学校。后来物理系主任王恒守找廷懋谈话，安排去泰山旅游，系里出资，被廷懋拒绝。山东大学的抗日救亡运动开始是由李声簧（党员）、陈延熙（党员）、王广义（党员）、顾德欢（党员，廷懋在物理系大三的4名同学之一）、熊德邵等倡议发起的，他们首先遭到学校当局开除。为了支援他们，反对学校当局开除爱国同学，廷荣懋（廷懋）、吴綪和沙霞英等同学站出来当代表，去见青岛市市长沈鸿烈，要求释放被抓的学生，沈一再表示不愿镇压学生。但第二天凌晨就把30多名学生代表都抓起来，学校又宣布开除其中的13人，并拘留在警察局，还把开除通知书寄到沈阳的廷懋家里。激于义愤，胡家珍、黄天华等6位女同学站出来说：“爱国无罪，要拘留就把我们一起拘留吧！”迫使当局不得不作出一些让步。南京教育部来了司长孙国封，宣布：先开除的六个同学，经中央教育部批准，不能收回成命，但可以转学；后开除的十三名，未经教育部批准，可以回校读书；校长赵畸，另有安排。廷懋返校后没有心思继续读书，1936年5月随被开除离校的同学陈廷熙代表青岛救国学联去上海参加中国学生救国联合会和全国各界救国联合会，并参加了纪念“五卅”的游行。1936年暑假到北平民先总队部找到王广义，1936年8月加入中国共产党。廷懋想去陕北苏区，但上级传达北方局指示让他留在北平搞学生运动。于是廷懋考入东北大学，任东北大学学生会主席，加入平津流亡同学会和北平学生救国联合会执委会，参加抗日救国活动。

### 軍政時期
七七事变后，廷懋和大批同学南下到了济南，在冯玉祥的部队里干了几天。冯玉祥的部队瓦解后，一部分学生到了延安，一部分去了前线，廷懋于1937年11月在八路军115师344旅政治部任民运干事；由于他的物理系大学生的学历，1937年12月在344旅修械处任政治指导员；1938年5月在344旅留守处任党分总支书记；1938年8月在344旅教导营任党分支总书记、主任教员；1939年10月在344旅供给部军事工业科任科长；1940年1月在344旅688团3营任副教导员；1940年2月在688团1营任教导员。1940年2月调入129师新编第1旅政治部宣传科任科长；1943年5月在太行军区四分区政治部宣教科任科长；1943年10月在四分区32团任政治委员，先后参加了晋南反摩擦上下马游击战、太行反扫荡作战、围困陵川、太岳反顽等战役。
国共内战期间，历任东北军政干部学校宣教科科长、训练处副处长，1946年5月任东北民主联军总直属队政治处组织科长，1946年7月任佳木斯卫戍司令部组织科长，1947年3月任合江军区政治部政治训练队指导员（降低四级使用），1947年8月任合江独立第7团政委，1948年3月任东北民主联军总后勤部政治部组织部副部长，1948年9月调到乌兰浩特任内蒙古人民解放军政治部组织部部长。1949年7月任内蒙古军区政治部第二副主任（政治部第一副主任胡昭衡）。
中华人民共和国成立后，任内蒙古军区政治部副主任。1950年8月28日在张家口召开了内蒙古军区首届英模代表会议，廷懋作了开展立功运动的总结报告，会议选举了参加全国战斗英雄代表会议代表：邰喜德、好特老、裴云为战斗英雄代表，何子生为劳动模范代表。1950年9月任内蒙古军区政治部主任。其後任蒙绥军区政治部主任，内蒙古军区政治部主任、副政委、政委。
1955年成为中国人民解放军开国少将。被授予二级独立自由勋章、一级解放勋章、一级红星功勋荣誉章。
文化大革命中被定为“孔(飞)、廷(懋)、塔(拉)、鲍(荫扎布)反党集团”成员、“新内人党”党魁而受迫害。1974年恢复工作，任内蒙古自治区党委第二书记（分管组织、干部工作）、内蒙古军区第二政委。1979年12月当选内蒙古自治区第五届人大常委会主任、党组书记。
1983年7月，廷懋去锡林郭勒盟多个旗县考察，在日记中写道：“9年前，牧民缺衣少被，愁眉苦脸。现在，男女老少穿的花花绿绿，喜笑颜开。不仅日常用品不缺，而且许多家庭都有地毯、录音机、缝纫机之类，人均收入比「文革」时期翻两番以上。经济好，民族关系也就好办。有一些问题尚未解决：一是交通不便的问题；二是牧民居住条件的问题；三是能源的问题；四是节育的问题；五是教育的问题。”
根据乌兰夫所托，与张策、胡昭衡、方知达、赵石、孔飞、王铎一起研究调查并编写了具有重要历史意义的《东蒙根据地的创建》。
第五届全国人大代表，中共八、十二、十三、十四大代表，特邀列席第十五次、第十六次中共全国代表大会。第十三届中央顾问委员会委员。
1998年，离职休养，屬正兵团职离休干部。

## 家人
- 夫人：胡淑荣

- 长女：

- 长子廷林：曾在内蒙古边防二团当连队司务长。

- 次子廷方：年轻时在部队当兵，分配到内蒙古大学电子工厂工作，后来任内大计算机系工程师。

- 三子廷·巴特尔：曾任內蒙古自治區錫林郭勒盟阿巴嘎旗洪格尔高勒镇萨如拉图雅嘎查嘎查長、嘎查黨支部書記。中共十七大代表、第十届全国人民代表大会代表，中国人民政治协商会议第十三届全国委员会委员，中国共产党第十八次全国代表大会主席团成员。[2]在当地和普通女牧民额尔登娜结婚。

- 四子廷·阿拉坦：参军时怕别人知道是廷懋的儿子，直接用名字阿拉坦。[3]

### 腳註
1. ↑  .   [2019-12-31]. （原始内容存档于2020-10-15）.
2. ↑  .   [2019年12月31日]. （原始内容存档于2019年12月31日）.
3. ↑  .   [2019年12月31日]. （原始内容存档于2019年12月31日）.

### 其他
1. . 江西文明网.   [2010-11-15]. （原始内容存档于2015-05-12）.
2. . 新华网.   [2010-11-15]. （原始内容存档于2013-10-24）.